# إيفا بوب
إيفا بوب (بالإنجليزية: Eva Pope)‏؛ هي ممثلة بريطانية، ولدت في 16 نوفمبر 1967 في المملكة المتحدة.

## وصلات خارجية
- إيفا بوب على موقع IMDb (الإنجليزية)
- إيفا بوب على موقع ألو سيني (الفرنسية)
- إيفا بوب على موقع أول موفي (الإنجليزية)
- إيفا بوب على موقع قاعدة بيانات الفيلم (الإنجليزية)
- إيفا بوب على موقع كينوبويسك (الروسية)